# Artiștii de pe Triskelion
The Gamesters of Triskelion este un episod din sezonul al II-lea al Star Trek: Seria originală care a avut premiera la 5 ianuarie 1968.

## Prezentare
Căpitanul Kirk, Chekhov și Uhura sunt răpiți de niște extratereștri atotputernici fără corp fizic și sunt forțați să lupte în concursuri de gladiatori pentru divertismentul extratereștrilor pariori.